# Fjodor Iwanowitsch Prjanischnikow

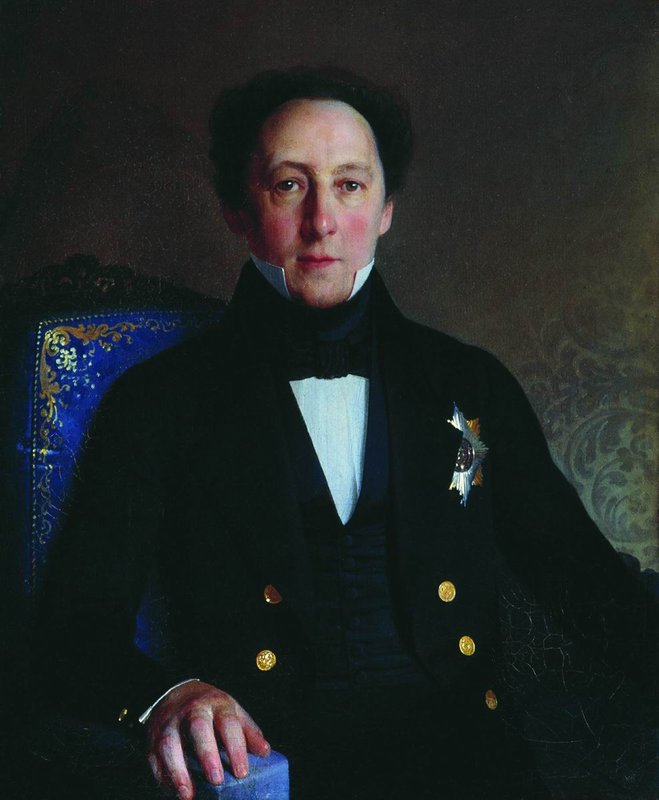
Fjodor Iwanowitsch Prjanischnikow (S. K. Sarjanko, 1844)

Fjodor Iwanowitsch Prjanischnikow (russisch Фёдор Иванович Прянишников; * 2. Februarjul. / 13. Februar 1793greg. in Perm; † 28. Apriljul. / 10. Mai 1867greg. in St. Petersburg) war russischer Beamter, Hauptvorsteher des Postdepartements (Postminister), Philanthrop und Mäzen.

## Leben
Prjanischnikows Eltern waren der Staatsrat I. D. Prjanischnikow und seine französische Frau. Er absolvierte das Gymnasium des Adelspensionats an der Universität Moskau.
Bereits 1804 wurde er Kanzlist in der Kanzlei des staatlichen Schatzamtes, in der er bis 1809 diente und Gouvernementssekretär wurde. 1810 wechselte er zur Rechnungsrevision. 1811 kam er in die Kanzlei des Finanzministers. 1814 wurde er Kollegiensekretär (X. Rangklasse) im Departement für Steuern und Abgaben, 1815 Bürovorsteher-Assistent und Titularrat (IX. Rangklasse).
Prjanischnikow war seit 1813 Mitglied einiger Freimaurerlogen der Großloge Astreja.
1818 heiratete Prjanischnikow Baronesse Wera Alexandrowna Leonrod (1804–1872), Zögling der Schriftstellerin Alexandra Chwostowa. Die Ehe blieb kinderlos.
1819 wurde Prjanischnikow im Departement für Volksbildung Beamter für besondere Aufträge. Im Januar 1824 wurde er Hofrat (VII. Rangklasse), und im Mai 1824 wurde er in die Besondere Kanzlei des Hauptvorstehers des Postdepartements berufen. 1826 erhielt er das Abschlusszeugnis der Universität St. Petersburg. Im gleichen Jahr wurde er zur Durchführung der Krönungsfeierlichkeiten Nikolaus I. nach Moskau abkommandiert. Nikolaus I. befahl, einen fähigen Beamten zum Studium des Postwesens ins Vereinigte Königreich zu schicken. Prjanischnikow beherrschte die englische Sprache und untersuchte im Mai und Juni 1828 dort den Postbetrieb. In seinem Bericht machte er Vorschläge für Reformen. Im Februar 1929 wurde er Kollegienrat (VI. Rangklasse) und Mitglied des Postreformkomitees. Die Postreformen begannen 1830. Im gleichen Jahr wurde er Staatsrat (V. Rangklasse) und am 1. Januar 1831 Assistent des St. Petersburger Postdirektors. 1834 wurde er Wirklicher Staatsrat (IV. Rangklasse), womit er nun zum Erbadel gehörte. 1835 wurde er zum St. Petersburger Postdirektor ernannt als Nachfolger K. J. Bulgakows.
1839 wurde Prjanischnikow Mitglied des Komitees zur Neuregelung des Postverkehrs zwischen den Hauptstädten St. Petersburg und Moskau. Für Privatreisende richtete er einen Postkutschenverkehr ein (1839). 1840 wurde er mit Sonderauftrag nach Moskau geschickt als Hauptvorsteher der Postabteilung. 1841 wurde er Geheimrat (III. Rangklasse) und Direktor des Postdepartements unter Beibehaltung des St. Petersburger Postdirektor-Amtes. 1842–1847 und 1849–1853 vertrat er den Hauptvorsteher des Postdepartements W. F. Adlerberg. 1843–1846 plante er die Reorganisation des Postwesens im Königreich Polen mit Eingliederung der dortigen Post in die russische Postverwaltung. Er führte in Russland eine einheitliche Postgebühr ein. 1845 richtete er eine schnelle Postschiffverbindung zwischen Kronstadt und Stettin ein. Er verhandelte bis zum Abschluss Postkonventionen mit Österreich und Preußen (1843), Schweden (1846) und Griechenland (1848). Er richtete Stadtposten in den Hauptstädten St. Petersburg und Moskau ein. Er sorgte für mäßige Gebühren für Zeitungen und Zeitschriften aus dem Ausland. Er ließ neue Postgebäude bauen und reorganisierte die Inneneinrichtung der Postämter. Briefkästen wurden 1948 eingeführt.
1852–1853 war Prjanischnikow für die Posthauptverwaltung Mitglied des Sonderkomitees zur Überprüfung des bestehenden Kontrollsystems. 1854–1857 war er Mitglied des Staatsrats für das Departement für zivile und geistliche Angelegenheiten und für das Departement für Angelegenheiten des Königreichs Polen. 1856 wurde er Wirklicher Geheimrat (II. Rangklasse). 1857 wurde er als Nachfolger Adelsbergs Hauptvorsteher des Postdepartements (mit Aufgabe seiner bisherigen Ämter) und war damit Alexander II. direkt unterstellt. Im Dezember 1857 wurde die erste russische Briefmarke im Wert von 10 Kopeken verkauft. 1863 ging er in den Ruhestand. Sein Nachfolger war I. M. Tolstoi.
Neben seinen amtlichen Tätigkeiten war Prjanischnikow aktives Mitglied des Rates der Kaiserlichen Philanthropischen Gesellschaft (seit 1834), Mitglied der liberalen Freien Ökonomischen Gesellschaft zur Förderung von Land- und Hauswirtschaft (seit 1841), Mitglied des St. Petersburger Englischen Klubs (1844–1866) und aktives Mitglied der Russischen Geographischen Gesellschaft (seit 1851). 1849–1852 übernahm er die Aufgaben des Kurators der Gesellschaft für Armenfürsorge in Vertretung des Grafen Maximilian von Leuchtenberg.
Als Vizepräsident der Gesellschaft zur Förderung der Künstler unterstützte Prjanischnikow Künstler finanziell und sammelte ihre Bilder zu einer großen Bildergalerie, die Alexander II. erwarb, dem Moskauer Publikum vorstellte und dem Rumjanzew-Museum übergab, aus dem sie später in die Tretjakow-Galerie kam. 1853 wurde er Ehrenmitglied der Kaiserlichen Öffentlichen Bibliothek, der er insbesondere die Manuskripte der Fabeln Iwan Krylows, eine kirchenslawische Bibel von 1780 (aus einer Freimaurerloge), das Autograph des geistlichen Testaments König Friedrich Wilhelms III. von Preußen und ein Porträt Nikolai Nowikows übergab. Der Bibliothek der Neurussischen Universität Odessa stiftete er 2000 Bände zur Geschichte. Reihen von Ausgaben gingen neben anderen an das Rumjanzew-Museum, die Karamsin-Bibliothek in Simbirsk, die Schukowski-Bibliothek in Beljow und öffentliche Bibliotheken in Belgrad.
1853 wurde Prjanischnikow zum Mitglied des Komitees für den Bau der Isaakskathedrale ernannt mit Zuständigkeit für die Kunst. 1856 ernannte ihn Alexander II. zum Ehrenkurator und Mitglied des Hauptrates für Bildungseinrichtungen für Frauen. 1856–1858 war er Geschäftsführer des Nikolaus-Waiseninstituts in Gattschina und des Alexander-Waisenheims in St. Petersburg.
Prjanischnikow wurde auf dem St. Petersburger Nowodewitschi-Friedhof begraben.

## Ehrungen
- Brillantring (1823, 1826)
- Orden der Heiligen Anna III. Klasse (1824)
- Orden des Heiligen Wladimir IV. Klasse (1825)
- Orden der Heiligen Anna II. Klasse (1827)
- Orden des Heiligen Wladimir III. Klasse (1828)
- Sankt-Stanislaus-Orden I. Klasse (1837)
- preußischer Roter Adlerorden II. Klasse mit Stern (1838) für den verbesserten russisch-preußischen Postverkehr und mit Diamanten (1839)
- Orden der Heiligen Anna I. Klasse (1839)
- Orden des Heiligen Wladimir II. Klasse (1843)
- österreichischer Orden der Eisernen Krone I. Klasse (1843) für den Abschluss der österreichischen Postkonvention
- preußischer Roter Adlerorden I. Klasse (1843)
- Tabaksdose mit Porträt und Diamanten des preußischen Königs (1845) für die Einrichtung der Postschiffverbindung zwischen Kronstadt und Stettin
- Weißer Adlerorden (1846)
- schwedischer Nordstern-Orden I. Klasse (1846)
- griechischer Erlöser-Orden I. Klasse (1848)
- Tabaksdose mit Diamanten und Namenszug des österreichischen Kaisers (1849)
- Orden des Heiligen Alexander Newski (1851)
- Tabaksdose mit Porträt und Diamanten des preußischen Königs (1852)
- Diamanten zum Roten Adlerorden I. Klasse (1854)
- Diamanten zum Orden des Heiligen Alexander Newski (1859)
- Orden des Heiligen Wladimir I. Klasse (1863)